# Vivir (álbum)
Vivir es el nombre del segundo álbum de estudio en español grabado por el cantautor español Enrique Iglesias. Fue lanzado al mercado por la empresa discográfica Fonovisa Records el 21 de enero de 1997. El álbum cuenta también con la producción del compositor y productor musical Rafael Pérez Botija. 
Los sencillos «Enamorado por primera vez», «Solo en ti» y «Miente» llegaron al primer puesto de la lista Hot Latin Tracks de Billboard en Estados Unidos en 1997.

## Rendimiento comercial
El álbum recibió disco de platino y de oro por la RIAA el 6 de mayo de 1997 en Estados Unidos. El álbum debutó en el Billboard Top Latin Albums de éxitos en el número 1 en la semana del 15 de febrero de 1997, quitándole el puesto a su propio padre, Julio Iglesias con el álbum Tango, y pasó 8 semanas en la mejor posición, hasta que el álbum Dreaming of You de Selena tomó la número uno durante 2 semanas.[cita requerida] En la semana del 26 de abril de 1997, el álbum Vivir volvió al primer puesto durante tres semanas en la cumbre.[cita requerida] El álbum pasó 15 semanas consecutivas y no en la pole position. El álbum pasó 36 semanas dentro del Top Ten y 69 semanas en el gráfico.[cita requerida]
Vivir recibió una nominación al Premio Grammy al mejor álbum de pop latino en la entrega número anual 40 del premio Grammy, pero perdió contra Romances de Luis Miguel y ganó en la categoría álbum pop del año en la novena entrega de los Premios Lo Nuestro celebrada el 8 de mayo de 1997.

## Lista de canciones
| Vivir |                             |                                                  |          |  |
| N.º   | Título                      | Escritor(es)                                     | Duración |  |
| 1.    | «Enamorado por primera vez» | Enrique Iglesias                                 | 4:29     |  |
| 2.    | «Al despertar»              | Enrique Iglesias, Roberto Morales                | 4:16     |  |
| 3.    | «Lluvia cae»                | Rafael Pérez Botija, Enrique Iglesias            | 4:36     |  |
| 4.    | «Tu vacío»                  | Rafael Pérez Botija                              | 3:55     |  |
| 5.    | «Sólo en ti»                | Vince Clarke Adapt: al español: Enrique Iglesias | 3:31     |  |
| 6.    | «Miente»                    | Rafael Pérez Botija                              | 3:36     |  |
| 7.    | «Viviré y moriré»           | Enrique Iglesias                                 | 4:04     |  |
| 8.    | «Volveré»                   | Enrique Iglesias, Roberto Morales                | 4:38     |  |
| 9.    | «El muro»                   | Rafael Pérez Botija                              | 4:15     |  |
| 10.   | «Revolución»                | Cheín Gracía Alonso                              | 3:59     |  |
| 41:11 |                             |                                                  |          |  |

## Créditos y personal
| - Andrew Sheeps: Ingeniero de edición digital - Antonio Olariaga: Transferencia digital - Bob Painter: Ingeniero - Brad Kinney: Asistente de ingeniero - Chris Lord-Alge: Ingeniero de mezcla - Brad Haeneo: Asistente de ingeniero - Eric Ratz: Ingeniero - Dennis Hetzendorfer: Ingeniero | - Jeff DeMorris: Asistente de ingeniero - Michael Parnin: Asistente de ingeniero - Mike Dy: Asistente de ingeniero - Miguel Angel Cuberto: Transferencia digital - Cristin Allen Goetz: Coordinador - Christina Abaroa: Coordinador - Fernando Martínez: Management - Steven Lippman: Fotografía - Manolo Ruiz: Estilismo - Erin Flanagan: Estilismo |

## Posicionamiento en listas
| Listas (1997-1998)                | Mejor posición |
| --------------------------------- | -------------- |
| Estados Unidos (Billboard 200)    | 33             |
| Estados Unidos (Top Latin Albums) | 1              |
| Estados Unidos (Latin Pop Albums) | 1              |